# MEDEE
Pour les articles homonymes, voir Médée (homonymie).
 (février 2025).
 (février 2025).
Motif : Insuffisance en matière de sources secondaires centrées d'envergure nationale. Cf WP:CAA
- Archive Wikiwix
- Bing
- Cairn
- DuckDuckGo
- E. Universalis
- Gallica
- Google
- G. Books
- G. News
- G. Scholar
- Persée
- Qwant
- (zh) Baidu
- (ru) Yandex
- (wd) trouver des œuvres sur Wikidata

| 1. | Préciser le motif de la pose du bandeau. | Précisez le motif de la pose du bandeau en utilisant la syntaxe suivante : {{admissibilité à vérifier\|date=mars 2025\|motif=remplacez ce texte par le motif}}             |
| 2. | Informer les utilisateurs concernés.     | Pensez à avertir le créateur de l'article, par exemple, en insérant le code ci-dessous sur sa page de discussion : {{subst:avertissement admissibilité à vérifier\|MEDEE}} |

MEDEE (Maîtrise Énergétique des Entraînements Électriques) est un pôle dédié à l'écosystème R&D et Innovation dans le domaine du génie électrique en Hauts-de-France. Le pôle fédère les acteurs socio-économiques, académiques et institutionnels autour de projets collaboratifs.
Fondé en 2010, MEDEE a son siège social à Lille (Métropole européenne de Lille) et accompagne les structures, de l’idée à la promotion de leurs projets, en passant par la recherche de financement et de partenaires adaptés. Le pôle développe son savoir-faire dans quatre domaines : les réseaux électriques intelligents, les énergies renouvelables, l’efficacité énergétique des process industriels et la mobilité électrique.

## Domaines de recherche
Les projets se rattachent à l’une des 3 thématiques du pôle :
- machines électriques (modélisation électromagnétique numérique, éco-efficacité énergétique, optimisation des systèmes électriques dans leur environnement ; traction électrique) ;
- systèmes électriques (variateurs de vitesse du futur, pilotage de centrales de production électrique multisources à base d’énergie renouvelable, réseaux électriques embarqués, systèmes électriques embarqués aéronautiques, gestion intelligente des systèmes et réseaux électriques - smart grid ; systèmes et réseaux ferroviaires) ;
- process industriels et nouvelles applications (tôles magnétiques à grains orientés et isolation des bobinages des machines électriques).

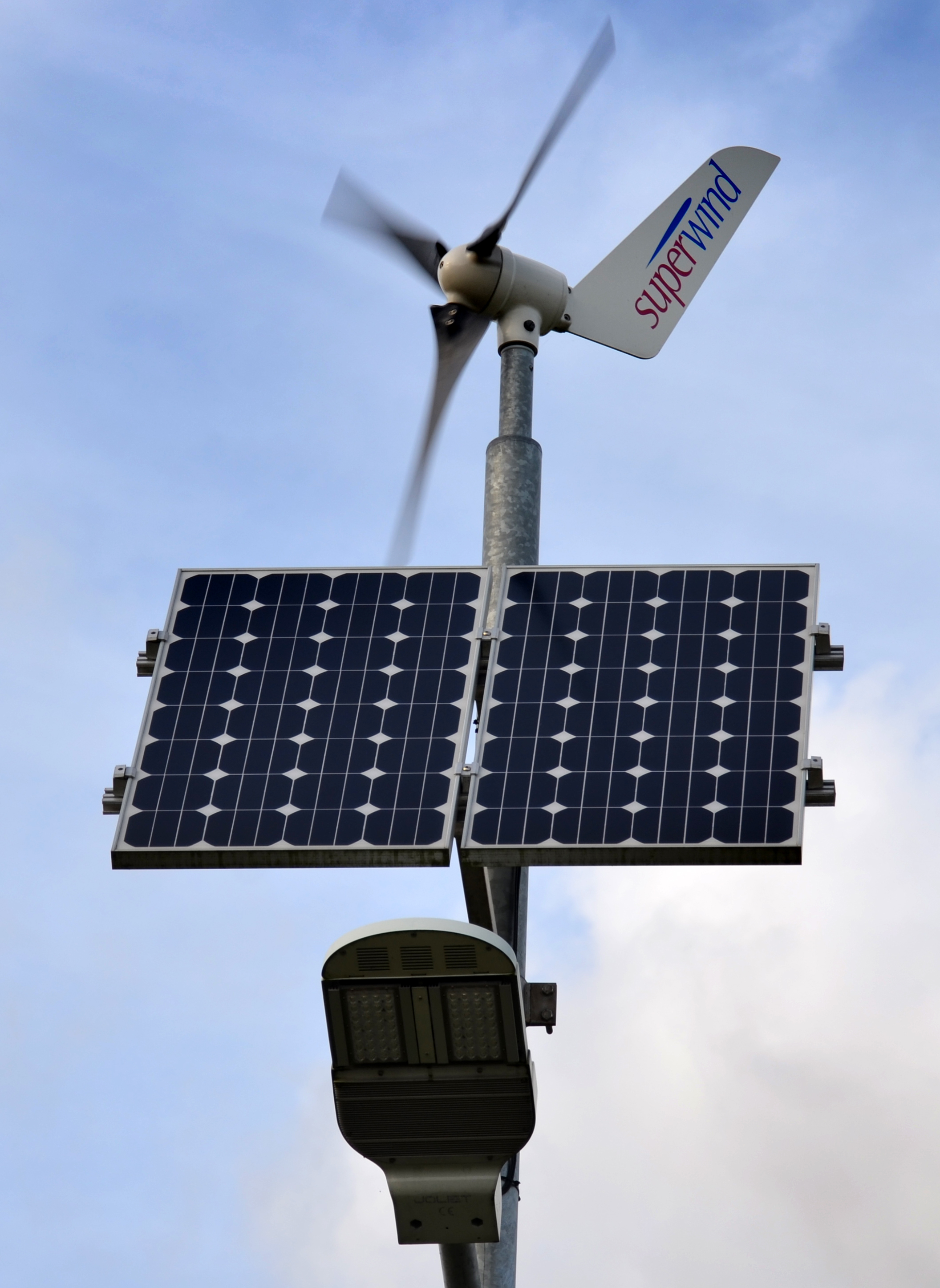
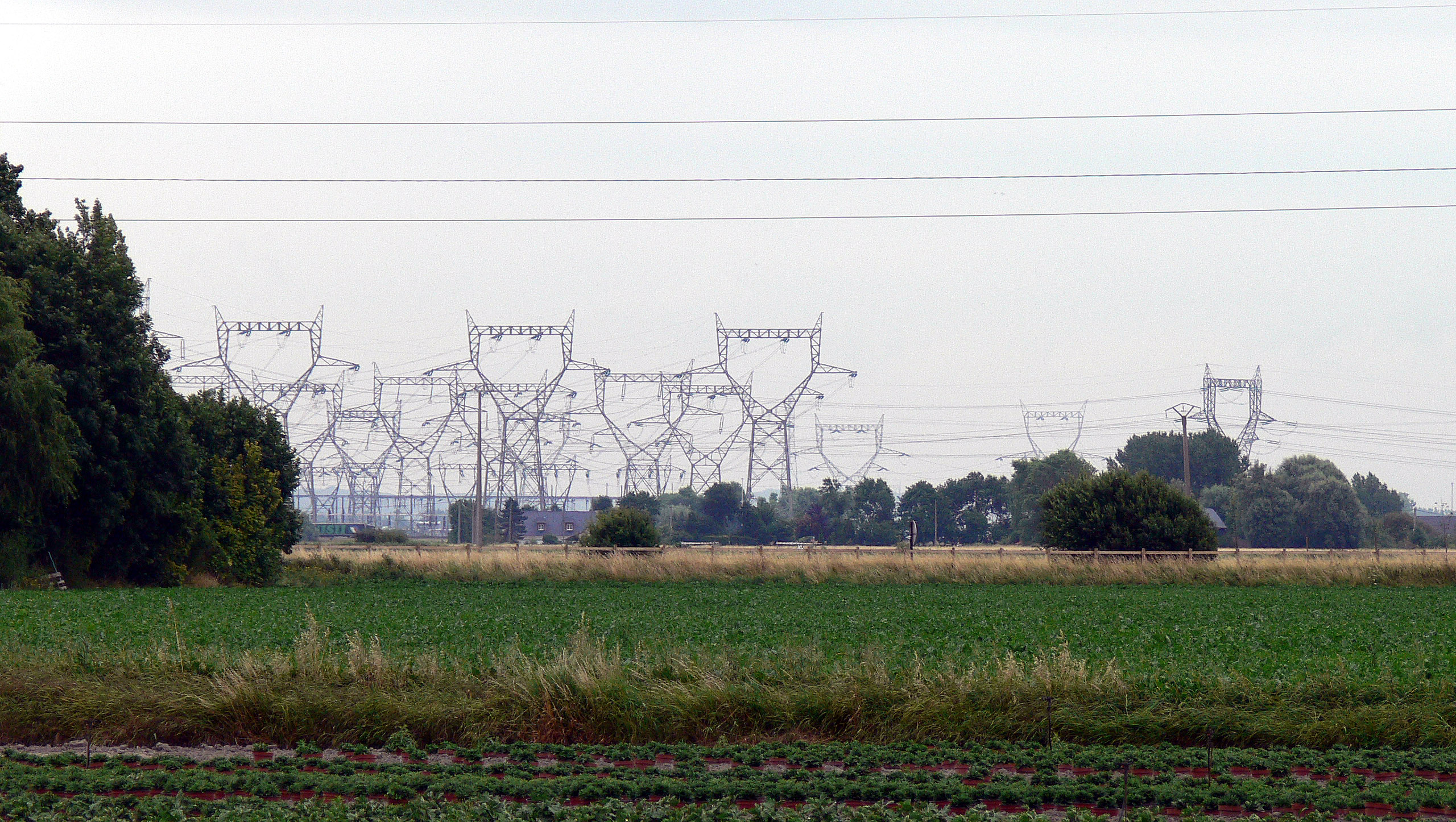
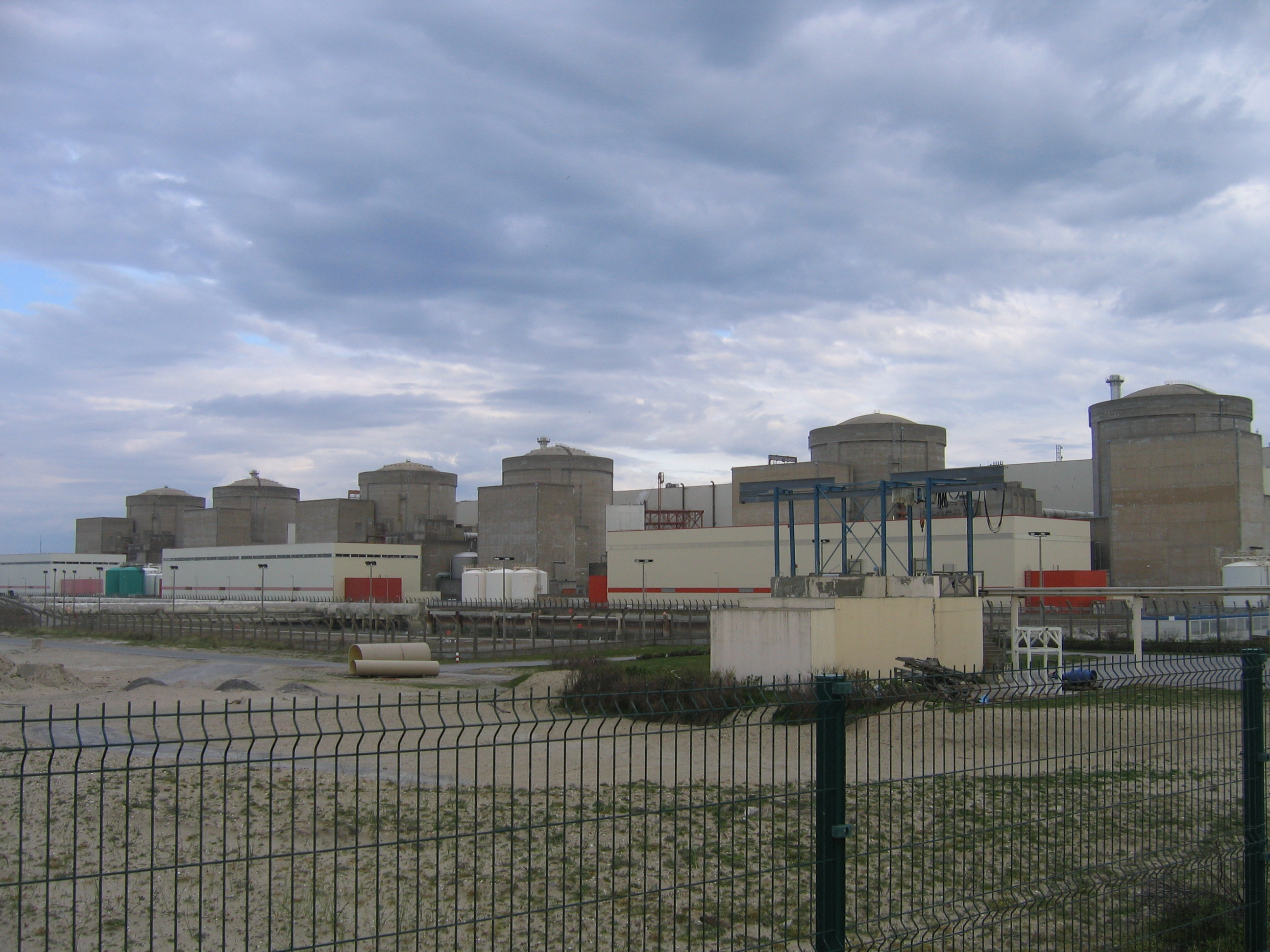
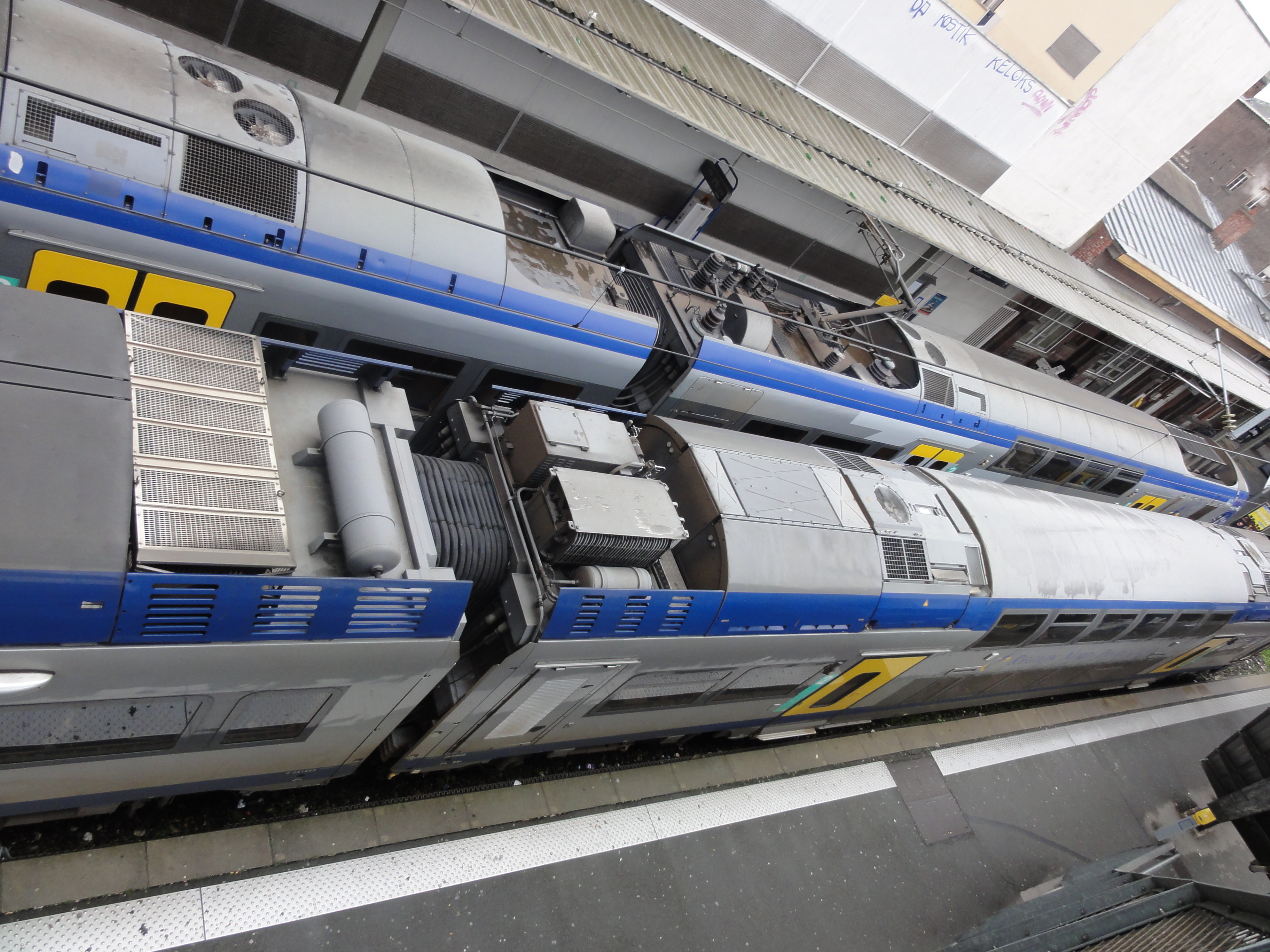
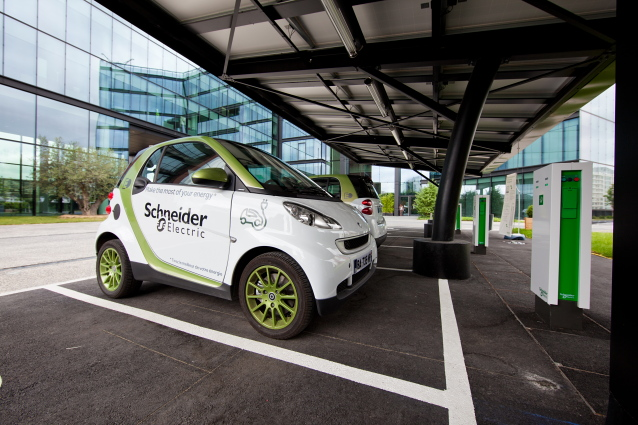

## Membres
Les membres du pôle MEDEE sont des sociétés industrielles telles que Schneider Electric, Alstom, Safran Hispano-Suiza, EDF, ERDF, Valeo et des PME implantées dans les Hauts-de-France, ainsi que des laboratoires de recherche (Universités et Grandes Ecoles d’Ingénieurs) régionaux. MEDEE est organisé et fonctionne sur le modèle des pôles de compétitivité français.
Les projets sont mis en œuvre par les 150 chercheurs des laboratoires de recherche du collège doctoral de Lille impliqués dans le pôle MEDEE :
- L2EP : laboratoire d'électrotechnique et d'électronique de puissance de Lille (Université de Lille, École centrale de Lille, ENSAM Lille, HEI Lille)
- URIA : unité de Recherche Informatique et Automatisme (Institut Mines-Télécom Lille Douai)
- TEMPO : laboratoire de Thermique, Écoulements Mécaniques matériaux mise en forme PrOduction (Université de Valenciennes)
- LSEE : laboratoire Systèmes Electrotechniques et Environnement (Université d'Artois)